# فرودگاه استراسبورگ
فرودگاه استراسبورگ (به انگلیسی: Strasbourg Airport) (به زبان بومی: Aéroport de Strasbourg) یک فرودگاه همگانی با کد یاتا SXB است که یک باند فرود آسفالت دارد و طول باند آن ۲۴۰۰ متر است. این فرودگاه در شهر استراسبورگ کشور فرانسه قرار دارد و در ارتفاع ۱۵۴ متری از سطح دریا واقع شده‌است.

## شرکت‌های هواپیمایی و مقصدهای پروازی
The following airlines operate regular scheduled and charter flights to and from Strasbourg Airport:
| شرکت‌های هواپیمایی                        | مقصدهای پروازی |
| ---------------------------------------- | --- |
| ایجین ایرلاینز                           | فصلی: آتن |
| ایر عربیا مغرب                           | فس-سایس |
| بروکسل ایرلاینز                          | بروکسل |
| بروکسل ایرلاینز اجرا توسط بی‌ام‌آی رجیونال | بروکسل |
| چک ایرلاینز                              | پراگ رازیون |
| جرمنیا                                   | فصلی: پالما د مایورکا |
| هاپ!                                     | اسخیپول آمستردام، بوردو–مریگناک، لیل، لیون-سینت اگزوپری، مارسی پروانس، نانت آتلانتیک، نیس کوت دازور، تولوز-بلانیاک فصلی: آیاتچو – ناپلئون بنوپارت، کلوی–سینت-کاترین                                                                |
| ایبریا ایرلاین اجرا توسط ایر نوستروم     | مادرید-باراخاس |
| هواپیمایی پادشاهی مراکش                  | محمد پنجم |
| رایان‌ایر                                 | استانستد لندن فصلی: فرنسیسکو جسا کارنئیرو |
| سان اکسپرس                               | عدنان مندرس |
| طاسیلی ایرلاینز                          | هواری بومدین، محمد بوضیاف |
| ترنسویا فرانس                            | فصلی: مراکش-منارا |
| TUI fly Belgium                          | مراکش-منارا چارتر فصلی: رود |
| تونس ایر                                 | دیربا–زارزیس، تونس قرطاج |
| ولوتی                                    | بوردو–مریگناک، مارسی پروانس، مونپلیه - مدیترانه، نانت آتلانتیک، نیس کوت دازور، تولوز-بلانیاک فصلی: آیاتچو – ناپلئون بنوپارت، باستیا – پورتا، بیاریتس – انگلت – بییون، دوبروونیک، فیگاری ساد-کورسه، اولبیا - کاستا اسمرالدا، پالرمو |